# São Paulo Challenger 3 1989
Il São Paulo Challenger 3 1989 è stato un torneo di tennis facente parte della categoria ATP Challenger Series nell'ambito dell'ATP Challenger Series 1989. Il torneo si è giocato a San Paolo in Brasile dal 7 al 13 agosto 1989 su campi in terra rossa.

## Vincitori

### Singolare
Pedro Rebolledo ha battuto in finale  Luiz Mattar con il punteggio di 6–3, 6–2

### Doppio
Nelson Aerts /  Fernando Roese hanno battuto in finale  Dácio Campos /  Mario Tabares con il punteggio di 2–6, 6–4, 6–4